# Klemens Brancaglio
Clemens Albert Bernhard Brancaglio, auch Klemens (* 12. Dezember 1891 in Braunschweig; † 3. März 1975 in Hannover), war ein deutscher Jurist und Verwaltungsbeamter.

## Leben
Clemens Brancaglio war der Sohn des Oberamtmanns Clemens Karl Albert Wilhelm Bernhard Brancaglio (1843–1893) und dessen Ehefrau Elisabeth Adelheid Clementine von Doetinchem (* 1856). Alice Johanna Clementine Brancaglio (1884–1954) war seine ältere Schwester. Nach dem Abitur 1909 am Wilhelm-Gymnasium in Braunschweig, studierte er Rechtswissenschaften an der Ruprecht-Karls-Universität Heidelberg, wo er Mitglied des Corps Saxo-Borussia Heidelberg war. Er wurde Regierungsassessor in Frankfurt an der Oder. 1934 heiratete er die aus Frankfurt an der Oder stammende Ursula Pernice (1901–1996).
Nach Tätigkeiten beim Landratsamt Altena und der Regierung Gumbinnen wurde er im Januar 1926 Regierungsrat und zum 1. Juni 1928 Leiter des Polizeiamtes Hörde. Im Jahr darauf wechselte er zur Regierung Lüneburg. Ihm wurde im April 1930 eine aushilfsweise Beschäftigung im Preußischen Ministerium für Landwirtschaft, Domänen und Forsten zugewiesen. Zwischenzeitlich den Oberpräsidien Breslau und Berlin-Charlottenburg zugeteilt, kehrte Brancaglio im Frühjahr 1933 zum Ministerium zurück und wurde Oberregierungsrat. Im Juli 1934 war er hier Ministerialrat. 1935 wurde das Ministerium mit dem Reichsministerium für Ernährung und Landwirtschaft zusammengelegt und führte ab 1938 die Bezeichnung Reichs- und Preußisches Ministerium für Ernährung und Landwirtschaft, in dessen Abteilung VII er bis nach Kriegsende tätig war.
Brancaglio beantragte am 5. November 1939 die Aufnahme in die NSDAP und wurde zum 1. Januar 1940 aufgenommen (Mitgliedsnummer 7.380.160).